# Cape May County
Cape May County is een county in de Amerikaanse staat New Jersey.
De county heeft een landoppervlakte van 661 km² en telt 102.326 inwoners (volkstelling 2000). De hoofdplaats is Cape May Court House.

## Bevolkingsontwikkeling
Atlantic · Bergen · Burlington · Camden · Cape May · Cumberland · Essex · Gloucester · Hudson · Hunterdon · Mercer · Middlesex · Monmouth · Morris · Ocean · Passaic · Salem · Somerset · Sussex · Union · Warren